# Basenji
A basenji Afrikából származó kis termetű és kedves küllemű vadászkutya. Egyik sajátossága ennek az ősi fajtának, hogy nem tud ugatni.

## Története
A basenjihez hasonló kutyák képei láthatók az egyiptomi sírkamrák falain. A 19. századi felfedezők a Kongó-medencében láttak ilyeneket terelőkutyaként, mivel ezek hajtották a vadakat csapdába. Ma a fajtagazda ország Nagy-Britannia.

## Jellegzetessége
Egyike azon ritka kutyáknak, melyek nem tudnak ugatni, de ha felidegesítik őket, akkor úgy csaholnak, mint egy farkas, illetve jódlihoz hasonlóan vonyítanak. Nagyon intelligens, de független és érzelmes. Az idegenekkel többnyire távolságtartó. Kennelben való tartásra nem alkalmas.

## Külső megjelenése
A koponyája lapos, fokozatosan szűkül az orra felé. Homloka ráncos. Gyűrű módjára a gerincre kunkorodó, magasan viselt farokkal rendelkezik. Színe vörös-fehér, fekete-fehér, fekete, cserszínű-fehér, tigriscsíkos-fehér. Marmagassága 41-43 centiméter, súlya 9,5-11 kilogramm. Élettartama várhatóan 12 év, de 17 évig is elélhet.

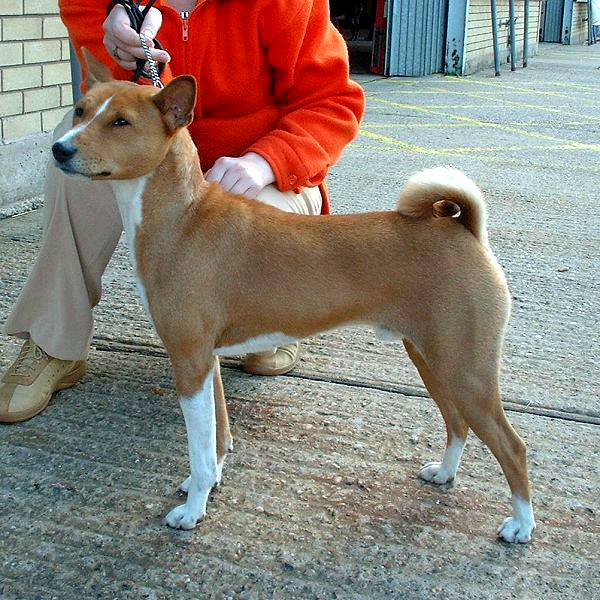